# Mademoiselle de Maupin (film)
Pour les articles homonymes, voir Mademoiselle de Maupin.
Pour plus de détails, voir Fiche technique et Distribution.
Mademoiselle de Maupin ou Le Chevalier de Maupin (Madamigella di Maupin) est un film italo-français réalisé par Mauro Bolognini sorti en 1967.
Ce film s'inspire très librement du roman éponyme, Mademoiselle de Maupin de Théophile Gautier publié en 1835.

## Synopsis
Au XVIIIe siècle, vit Magdeleine de Maupin, une jeune fille de bonne famille que son oncle, M. de Maupin, veut marier contre son gré à un homme qu'elle n'aime pas. Mais la Grande-duchesse Charlotte d'Autriche déclare la guerre à la France et elle se voit contrainte de fuir le château de son oncle situé près de la frontière déguisée en curé par ordre de son tuteur afin d'échapper aux violences qui pourraient être faites aux femmes par les soldats autrichiens. Alors que la maestro du château, son prétendant Oscar et son oncle sont capturés par leurs poursuivants, elle s'échappe avec sa cousine Gracieuse et gagne le couvent où son oncle lui enjoint d'aller mais elle y renonce finalement pour ne pas vivre une vie de femme esclave. Elle arrive en ville et est enrôlée de force dans l'armée qui recrute afin de combattre les Autrichiens et prend le nom de Théodore. Bientôt cependant elle s'éprend du capitaine Alcibiade qui lui montre grande camaraderie. Son identité est cependant découverte par le perfide chevalier d'Albert qui s'entiche d'elle et qu'elle rencontre lors d'une escale au château de Rosette Durand, maîtresse de D'Albert et veuve d'un général auquel Alcibiade ramène les restes de son époux. Mais à la fin, Magdeleine déclarera son amour à Alcibiade.

## Fiche technique
- Titre original : Madamigella di Maupin
- Titre français : Mademoiselle de Maupin / Le Chevalier de Maupin
- Réalisation : Mauro Bolognini
- Scénario : Luigi Magni et José Gutiérrez Maesso (it) d'après le roman éponyme de Théophile Gautier
- Directeur de la photographie : Roberto Gerardi
- Montage : Nino Baragli
- Musique : Franco Mannino
- Costumes : Danilo Donati
- Décors : Ezio Frigerio
- Genre : Film d'aventure
- Pays :  France,  Espagne,  Italie,  Yougoslavie
- Durée : 95 minutes
- Date de sortie :
  - Mexique : 27 juillet 1967
- Affiche : Jean Mascii (France)

## Distribution
- Catherine Spaak (VF : Martine Sarcey) : Magdeleine de Maupin / Théodore
- Robert Hossein (VF : Lui-même) : Capitaine Alcibiade
- Tomás Milián : Chevalier d'Albert
- Mikaela (VF : Paule Emanuele) : Rosetta (Rosette en VF) Durand
- Ángel Álvarez : M. de Maupin
- Ottavia Piccolo : Ninon
- Manuel Zarzo (VF : Roger Carel) : le sergent recruteur